# Floral Park (New York)
Floral Park è un village degli Stati Uniti d'America, nello stato di New York, nella Contea di Nassau. Nel 2010 contava 15.863 abitanti.
Il centro abitato è collegato alla città di New York, con il borough di Queens.